# Pound Puppies: Kutyakölyköt minden kiskölyöknek!
A Pound Puppies: Kutyakölyköt minden kiskölyöknek! (eredeti cím: Pound Puppies) amerikai–kanadai televíziós 2D-s számítógépes animációs sorozat, amely az 1980-ban bemutatott Pound Puppies című rajzfilm alapján készült, és az 1986-ban indult Pound Puppies című rajzfilmsorozat folytatása. Az Egyesült Államokban a The Hub tűzte műsorra, Kanadában a YTV vetítette, az Egyesült Királyságban a Boomerang sugározta, Magyarországon korábban a Minimax a TV2 és a TV2 Kids mutatta be.

## Ismertető
Az összes háziállatnak, különösen a kutyáknak egy szerető gazda kell és minden kutyaszerető embernek egy kedvenc kutyára van szüksége. Pár bátor kutya úgy dönt, hogy a kiskutyák közül, mindegyiknek szereznek, szerető családot. Amelyik kiskutya legalább már egy gazdihoz jutott, akkor az a kiskutya már el se tudja képzelni, hogy milyen volna nélküle.

## Szereplők

### Kutyák
- Mázli (Lucky) – A csapat vezetője. Magyar hangja: Seder Gábor
- Süti (Cookie) Magyar hangja: Major Melinda (1-2. évad) Mezei Kitty (3. évad)
- Fickó (Niblet) Magyar hangja: Stern Dániel
- Virsli (Strudel) Magyar hangja: Lamboni Anna
- Morzsa (Squirt) Magyar hangja: Renácz Zoltán
- Rebound
- Cupcake
- Patches

### Emberek
Gyerekek
- Tabitha – Fekete hajú kislány, a kutyája Freddie lett.
- Becky O'Bannon – Sötétbarna hajú kislány, a kutyája Fürge / Foltos lett.
- Daphne Andreson – Világosbarna hajú kislány, a kutyája Virgonc lett.

Felnőttek
- Leonard McLeish – A gyepmester, a sintértelep vezetője, folyton próbál fontosabb pozícióhoz jutni, ezért gyakran próbálja sógorát, a polgármestert lenyűgözni. Magyar hangja: Forgács Gábor (1-2. évad), Tarján Péter (3. évad)
- Olaf Hugglesworth – A sintér, McLeish-el ellentétben nagyon szereti a kutyákat. Magyar hangja: Faragó András
- Agatha McLeish

## Epizódok

### 1. évad
1. Pound Puppies (The Yipper Caper)
2. Rémálom a Lelenc utcában (Nightmare on Pound Street)
3. Bumeráng kalandja (Rebound)
4. A tábornok (The General)
5. Szerepcsere (The Prince and the Pupper)
6. Kutya-macska vita (Catcalls)
7. A roncstelep királya (King of the Heap)
8. Bumeráng, a bajnok (My Fair Rebound)
9. Az ötösikrek (Quintuplets)
10. Cirkuszi kaland (Dog on a Wire)
11. Hazafelé (Homeward Pound)
12. Süti fellázad (Rebel Without a Collar)
13. Tabu (Taboo)
14. Toyoshiko, az új barát (Toyoshiko! Bark Friend Machine)
15. Zoltron (Zoltron)
16. Egy furcsa szerzet (The Really Weird Dog)
17. Hajós kaland (Bone Voyage)
18. Hó probléma (Snow Problem)
19. A K-9-es kölyök (The K9 Kid)
20. A mókus nem kutya (The Call of the Squirreldog)
21. A nagy találkozás (I Never Barked for My Father)
22. Olaf szerelmes (Olaf in Love)
23. A cuki cicák visszatérnek (Kennel Kittens Return)
24. Anyai ösztön (Mutternal Instincts)
25. McLeish bevadul (McLeish Unleashed)
26. Mázlit örökbe fogadják (Lucky Gets Adopted)

### 2. évad
1. Zipper a frizbis kutya (Zipper the Zoomit Dog)
2. A csaló hercegnő (The Fraud Princess)
3. A szupertitkos kölyökklub (The Super Secret Pup Club)
4. Barlow (Barlow)
5. Valami baj van Camelia-val (There's Something About Camelia)
6. Jó kutya (Good Dog, McLeish)
7. Rikkancsúr (Squawk)
8. A vakkantóklub (The Ruff Ruff Bunch)
9. Salty (Salty)
10. Kutyáknak tilos (No Dogs Allowed)
11. Koraszülött kiskutyák (Pound Preemies)
12. Bumeráng sztár lesz (The Accidental Pup Star)
13. Karácsonyi csoda (I Heard the Barks on Christmas Eve)